# Ronde van Spanje 2020/Zestiende etappe
De zestiende etappe van de Ronde van Spanje 2020 werd verreden op 6 november tussen Salamanca en Ciudad Rodrigo. Rui Costa, de nummer drie van de etappe, werd na een onreglementaire sprint teruggezet.
| Salamanca – Ciudad Rodrigo (177,7 km) |                     |                       |          |
| Plaats                                | Naam                | Ploeg                 | Tijd     |
| 1                                     | Magnus Cort         | EF Education First    | 4u04'35" |
| 2                                     | Primož Roglič       | Team Jumbo-Visma      | z.t.     |
| 3                                     | Dion Smith          | Mitchelton-Scott      | z.t.     |
| 4                                     | Alejandro Valverde  | Movistar Team         | z.t.     |
| 5                                     | Richard Carapaz     | Team INEOS Grenadiers | z.t.     |
| 6                                     | Felix Großschartner | BORA-hansgrohe        | z.t.     |
| 7                                     | Dorian Godon        | AG2R La Mondiale      | z.t.     |
| 8                                     | Michael Valgren     | NTT Pro Cycling       | z.t.     |
| 9                                     | Jasha Sütterlin     | Team Sunweb           | z.t.     |
| 10                                    | Aleksandr Vlasov    | Astana Pro Team       | z.t.     |
|                                       |                     |                       |          |
| 11                                    | Wout Poels          | Bahrain McLaren       | z.t.     |
| 29                                    | Kobe Goossens       | Lotto Soudal          | z.t.     |

| Algemeen klassement |                     |                        |           |
| Plaats              | Naam                | Ploeg                  | Tijd      |
| Rode trui           | Primož Roglič       | Team Jumbo-Visma       | 64u20'31" |
| 2                   | Richard Carapaz     | Team INEOS Grenadiers  | + 45"     |
| 3                   | Hugh Carthy         | EF Education First     | + 53"     |
| 4                   | Daniel Martin       | Israel Start-Up Nation | + 1'48"   |
| 5                   | Enric Mas           | Movistar Team          | + 3'29"   |
| 6                   | Wout Poels          | Bahrain McLaren        | + 6'21"   |
| 7                   | Felix Großschartner | BORA-hansgrohe         | + 7'20"   |
| 8                   | Alejandro Valverde  | Movistar Team          | + 8'45"   |
| 9                   | Aleksandr Vlasov    | Astana Pro Team        | + 8'54"   |
| 10                  | David de la Cruz    | UAE Team Emirates      | + 9'29"   |
|                     |                     |                        |           |
| 24                  | Kobe Goossens       | Lotto Soudal           | + 46'24"  |

## Opgaves
- Andrea Bagioli (Deceuninck–Quick-Step): Afgestapt tijdens de etappe
- Luis Léon Sánchez (Astana Pro Team): Niet gestart voor de etappe vanwege privéredenen

1e etappe ·
2e etappe ·
3e etappe ·
4e etappe ·
5e etappe ·
6e etappe ·
7e etappe ·
8e etappe ·
9e etappe ·
10e etappe ·
11e etappe ·
12e etappe ·
13e etappe ·
14e etappe ·
15e etappe ·
16e etappe ·
17e etappe ·
18e etappe
Startlijst · Eindstanden · Afbeeldingen